# Tranderup Kirke
Tranderup Kirke, Tranderup Sogn, Ærø, er en romansk kirke fra omkring 1100. Den har indbyggede gotiske hvælv. Det nuværende ny-klassicistiske tårn er opført i 1832. Tidligere har kirken haft tårn og spir i lighed med Bregninge Kirke og Rise Kirke.

## Kirkens inventar
Den store Jomfru Maria figur med Jesus-barnet er fra omkring 1300, er i nutiden placeret i døråbning til den oprindelige kvindeindgang mod nord.
Den trefløjede altertavle er fra omkring 1510. Det midterste skab viser en figurrig Golgatascene med den korsfæstede Jesus, der med tre nagler er fæstnet til et latinsk kors. Røverne har armene bundet til et T-kors dannet af afkvistede træstammer. Den ”gode” røver synes dog kun at have venstre arm bundet, til gengæld kan han støtte højre fod på en grenkløft. Begge har hovedet vendt skråt opad. Nederste niveau viser korsbæringen. hvor Jesus bærer sit T-formede kors gennem Jerusalems byport, Simon fra Kyrene tvinges voldsomt af to vagter til at bære med; to vagter går foran, den ene trækker Kristus i håret. Scenen overværes af Maria, der en sunket sammen og støttes af Johannes. I fløjene ses de 12 apostle. Altertavlen er sandsynligvis udført af Claus Berg.
Det store kalkmaleri over korbuen er fra 1518. I begge sider af korvæggen er fundet nicher, som formentlig har rummet helgenaltre.
Af kirkens to gamle kirkeklokke bruges den store fra i 1566 også i nutiden. Den lille nye klokke blev indviet i 2011. Orgelet fra 1850 med fire stemmer, er fra orgelbygger Peder Mortensen (1806-1887), Gudme.